# Frank Bold
Frank Bold je zájmové sdružení právnických osob, do kterého patří spolek Frank Bold Society, advokátní kancelář Frank Bold Advokáti, Fundacja Frank Bold a spolek Frank Bold Kids. Frank Bold sídlí v Brně, pobočky má v Praze, Ostravě, Krakově a Bruselu.

## Organizační struktura
Zájmové sdružení právnických osob Frank Bold se skládá ze čtyř subjektů:
Frank Bold Society (od roku 1995 do roku 2013 Ekologický právní servis) je nevládní nezisková organizace právníků zabývající se ochranou práv občanů a životního prostředí. Ovlivňuje připravované právní normativní akty (právní předpisy), právnickou komunitu a studenty práv směrem k ochraně veřejných zájmů, zejména životního prostředí a lidských práv. Poskytuje bezplatnou právní pomoc ve vybraných kauzách a prosazuje odpovědnost klíčových společenských subjektů za následky jejich jednání. Frank Bold Society je jedním z českých členů European Environmental Bureau (EEB). Spolek se člení do čtyř sekcí:
- Právní servis pro občany
- Odpovědný stát
- Odpovědné firmy
- Odpovědná energie

Frank Bold Advokáti je advokátní kancelář zaměřená na veřejné právo, právo životního prostředí a energetiky, obchodní a korporátní právo a právní aspekty vědy a výzkumu. Byla založena v roce 2009 jako Advokátní kancelář Šikola a partneři, v roce 2013 se přejmenovala na Frank Bold Advokáti a spolu s Ekologickým právním servisem založila konsorcium Frank Bold. V roce 2016 firma jako první v České republice získala certifikaci B Corporation.
Frank Bold Kids je spolek provozující lesní mateřskou školku Sýkorka, první školku svého druhu v Brně. Poskytuje výchovnou a vzdělávací péči dětem ve věku 3 až 7 let. Výuka ve školce uplatňuje prvky waldorfské pedagogiky a hlásí se k principům Respektovat a být respektován.
Fundacja Frank Bold je právní poradna pro veřejnost. Sídlí v Krakově a poskytuje poradenství občanům zejména v následujících oblastech: právo životního prostředí, korupční jednání úředníků, nesprávný postupu úřadů, přístup k informacím.

## Vize Frank Bold
Frank Bold je organizací právníků, jejíž vizí je svobodná společnost, která každému umožňuje usilovat o osobní štěstí při vědomí odpovědnosti za věci veřejné včetně stavu planety Země. Primárně právními nástroji se zasazuje o to, aby v takovéto společnosti žily současná i budoucí generace.

## Vybrané případy

### Klamavý název jogurtů BIO
V roce 1999 podal Ekologický právní servis společně se třemi dalšími subjekty žalobu na společnost Danone, která se podle názoru žalobců dopustila nekalé soutěže, když nazvala svůj jogurt „BIO bifidus aktiv“. Předpony bio- a eko- jsou přitom vyhrazeny pro produkty pocházející z ekologického zemědělství. Soudní řízení ve věci ochrany spotřebitelů a značky ekologického zemědělství bylo uzavřeno smírně v únoru 2006. Společnost Danone zveřejnila v souladu s usnesením Vrchního soudu v Praze své politování nad tím, že používáním značky BIO mohla klamat spotřebitele, a jogurt přejmenovala.

### Škola lidských práv
Škola lidských práv je projekt, který od roku 1999 zprostředkovává studentům právnických fakult praktický pohled na ochranu lidských práv a veřejných zájmů v České republice. Školení probíhá ve formě každoročních prázdninových kurzů v Brně a je určeno zejména pro studenty 4. a 5. ročníků právnických fakult.

### Občanské právní hlídky
Občanské právní hlídky (OPH) vznikly jako projekt Ekologického právního servisu a skupiny právníků, sociálních pracovníků, psychologů a občanských aktivistů v souvislosti se zasedáním Mezinárodního měnového fondu a Světové banky v Praze v roce 2000 a očekávanými protesty v ulicích Prahy. Hlídky si stanovily za cíl mírnit rizika nezákonného postupu ze strany protestujících i policistů. V průběhu protestů působily jako zdroj právních informací a pozorovatelé dodržování lidských práv a zákonného postupu policie.
Po skončení zasedání se právníci občanských právních hlídek zasazovali o transparentní vyšetření případů, kdy policie použila proti zadrženým protestujícím násilí nebo jiným způsobem pochybila. Podali 27 trestních oznámení na činy na osmi policejních stanicích. Inspekce ministerstva vnitra nakonec ve čtyřech případech po mnohaměsíčním právním tlaku ze strany právníků OPH i usnesení státních zástupců přiznala, že na třech policejních stanicích a při jednom bezdůvodném zásahu na ulici došlo k násilí a spáchání trestných činů ze strany policistů. Nikdo však za tyto činy nebyl potrestán.

### První místní referendum v České republice
V roce 1992 městské zastupitelstvo v Táboře schválilo územní plán, podle nějž by bylo možné vést silnici přes území táborské botanické zahrady a tím ji rozdělit na dvě poloviny. Plán na stavbu silnice narazil na silný odpor občanů v čele se Sdružením pro ochranu botanické zahrady a na základě tohoto tlaku městské zastupitelstvo odložilo realizaci stavby o několik let. Odpůrcům stavby se nicméně nepodařilo dosáhnout jejího vynětí z územního plánu a otázka se stala znovu aktuální v roce 1999 spolu s výstavbou silnice v klidové zóně vodní nádrže Jordán. Proto se odpůrci stavby rozhodli uspořádat o otázce stavby dvou komunikací místní referendum.
Neformální koalici Občané za referendum představoval především Ekologický právní servis, jenž převzal hlavní tíhu organizační práce a vedení kampaně, dále Sdružení pro ochranu botanické zahrady a řada táborských osobností. Kampaň za místní referendum měla dvě fáze. První fází byl sběr podpisů, druhou samotné referendum. Obě fáze byly doprovázeny intenzivní informační kampaní.
Občané za referendum sesbírali přibližně 4 000 podpisů (zákonné minimum je 10 % voličů, tedy 2 800) a 4. července 2000 podali návrh na konání referenda. Rada města následně vyhlásila místní referendum, přednosta okresního úřadu však rozhodnutí rady pozastavil na základě zpochybnění znění otázek referenda. Koalice odpůrců následně podnikla sérií jednání se zastupiteli a přednostou okresního úřadu, nechala vypracovat tři právní analýzy otázek a odborné studie o řešení dopravní situace ve městě. Podařilo se jí navíc s ministrem kultury Pavlem Dostálem dojednat vyhlášení botanické zahrady kulturní památkou, kterou je od roku 2000. V kampani za referendum se bezprecedentním způsobem podařilo zapojit veřejnost. Proběhla přednáška Trvale udržitelná (auto)mobilita, veřejná beseda s občany a několik rozhlasových diskusí, vždy s účastí obou stran sporu. V nákladu 4 000 ks byly vydány „volební“ noviny a na závěr kampaně byl uspořádán happening, kde si lidé mohli zasoutěžit v projíždění botanické zahrady.
Referendum proběhlo v neděli 12. listopadu 2000. Proti záměru radnice postavit silnici přes botanickou zahradu se vyslovilo 78 % občanů. Proti záměru výstavby silnice po nábřeží Jordánu se vyslovilo 77 % občanů. Výsledek referenda zavazuje radu města vyjmout silnice ze všech strategických dokumentů, především z dopravní koncepce města a z územního plánu.

### Založení Ligy lidských práv
Ekologický právní servis v roce 2000 založil Ligu lidských práv jako platformu pro rozvíjení lidskoprávních aktivit. Organizace funguje dodnes.

### LG. Phillips v Hranicích
V roce 2001 zahájil provoz závod na výrobu barevných obrazovek společnosti LG. Philips Displays Czech Republic, s.r.o. (dále jen „LG. Philips“). Ekologický právní servis (EPS), konkrétně právníci jeho programu GARDE, však zjistili, že továrna neplní zákonné povinnosti podle zákona o prevenci závažných havárií a podali podnět k zákazu činnosti a uložení sankcí. Navzdory opakovanému úniku toluenu z továrny se svým podnětem neuspěli a Krajský úřad Olomouckého kraje dokonce prodloužil továrně zkušební provoz.
V březnu roku 2003 LG. Philips požádal o integrované povolení. Krajský úřad Olomouckého kraje a po něm Ministerstvo životního prostředí v rámci řízení o odvolání neposoudily žádost LG. Philips v požadovaném rozsahu a způsobily další vady, což vyústilo v nezákonnost vydaného integrované povolení. Právníci EPS je proto v květnu 2004 napadli žalobou a soud v dubnu 2005 integrované povolení zrušil.
EPS podal zároveň i žalobu na úředníky, kteří umožnili vydání územní rozhodnutí pro výstavbu továrny v roce 2000. V průběhu vyšetřování potvrdilo Ministerstvo životního prostředí, že územní rozhodnutí bylo skutečně vydáno nezákonně. V červenci 2005 začala Policie ČR trestně stíhat čtyři pracovníky Krajského úřadu v Olomouci, Městského úřadu v Přerově a stavebního úřadu v Hranicích pro podezření ze spáchání nedbalostního trestného činu maření úkolu veřejného činitele. Okresní státní zastupitelství v Přerově však jejich trestní stíhání v roce 2006 zastavilo.

### Splavnění řeky Labe do Pardubic
Ředitelství vodních cest (ŘVC) plánuje splavnit Labe do Pardubic formou výstavby dvou plavebních kanálů souběžné s hlavním tokem řeky. Jeden z nich má zničit významný krajinný prvek Slavíkovy ostrovy, které je jedním z posledních zachovalých slepých ramen Labe. Stavba by zničila biotopy více než padesáti zvláště chráněných druhů živočichů.

### Hyundai Nošovice
Automobilka Hyundai Motor Company (dále jen „Hyundai“) v září 2005 začala jednat s Moravskoslezským krajem („MSK“) o umístění nového výrobního závodu. Navzdory možnostem umístit závod do některé z existujících průmyslových zón (Mošnov, Holešov) preferovala firma Hyundai zemědělskou půdu na území Nošovic na úpatí Beskyd.
Vlastníci pozemků vyhlídnutých pro automobilku byli vystaveni tlaku na prodej a jeho jádro v čele s vedením místního družstva odolávalo až do momentu, kdy MSK nabídl všem rodinám v Nošovicích a Nižních Lhotách kompenzaci 100 000 Kč. Premiér Jiří Paroubek navíc veřejně vyhrožoval vyvlastněním pozemků, přestože taková možnost zákonně neexistovala. Rozhodující roli pak sehrály anonymní výhrůžky smrtí třem posledním vlastníkům. Všichni vlastníci nakonec tlaku podlehli a pozemky firmě Hyundai prodali.
Zapojení MSK do plánovaní automobilky bylo nadstandardní i během povinného posuzování vlivů na životní prostředí, které vyřídil MSK a hradil CzechInvest namísto toho, aby o ně zažádala sama firma Hyundai. Posuzování vlivů na životní prostředí navíc neporovnávalo lokalitu Nošovic s ostatními dvěma lokalitami, které přicházely v úvahu. Smlouvu o zahájení výstavby podepsal ministr průmyslu a obchodu Milan Urban a generální ředitel Hyundai Čong Mong-ku, který byl tehdy obviněn ze zneužití pravomoci a firemních prostředků.
Ekologický právní servis v kauze vystupoval jako právní zástupce vlastníků pozemků. Poté, co byly pozemky vykoupeny, přistoupil na výzvu k jednání s firmou Hyundai, MSK, CzechInvest a Ministerstvem průmyslu a obchodu a podařilo se mu v listopadu 2006 dojednat Deklaraci porozumění. Deklarace je smlouvou obsahující opatření vedoucí ke zmírnění dopadů továrny na region v podobě mimo jiné zastavení prací na přípravě dalších průmyslových zón (rekreační oblast Šihléřovice a ptačí oblast Dolní Lutyně) a naopak využití stávajících brownfieldů, vznik Nadačního fondu Hyundai a zavedení ekologičtějšího provozu v samotné továrně (systém EMAS II).
V roce 2008 musela firma Hyundai zaplatit pokutu milion korun kvůli třem stavbám budovaným v rozporu s platnými stavebními povoleními.

### Hliníkárna NEMAK v Havrani u Mostu
Od roku 2001 poskytoval Ekologický právní servis právní pomoc rodině sedláka Jana Rajtera v jejím sporu o plánu na stavbou továrny firmy Nemak Czech Republic, s.r.o. viz Průmyslová zóna Joseph. V průběhu pěti let bylo podáno více než 260 právních podání, včetně mnoha odvolání a rozkladů, desítek žalob a kasačních stížností, návrhu na vyhlášení místního referenda, podnětu k veřejnému ochránci práv, či trestních oznámení. Více než 3 roky státní orgány ani soudy nebraly námitky a žaloby v potaz a nevyhověly jim. Až v polovině roku 2004 dal Nejvyšší správní soud zapravdu většině námitek Ekologického právního servisu a zrušil mnohá rozhodnutí Krajského soudu v Ústí nad Labem, který následně zrušil některá nezákonně vydaná povolení pro firmu Nemak a průmyslovou zónu Joseph. Nakonec město Most nabídlo rodině Rajterů odkup části pozemků ležících v bezprostředním sousedství továrny, což by rodině umožnilo odstěhovat se z lokality. Odkup pozemků podpořila česká vláda usnesením č. 550/II/11 z 10. 5. 2006, kterým odsouhlasila uvolnění takřka 250 milionů z výnosů privatizace jako příspěvek městu Most na rozšíření zóny Joseph. Smírné řešení sporu tak bylo ukončeno koncem roku 2006. Pan Rajter pak daroval EPS 1 000 000 korun.
Právník Pavel Franc za svou práci na této kauze získal v červnu 2007 Cenu Josefa Vavrouška za rok 2006. Cyklus fotografií Ibry Ibrahimoviče nazvaná „Příběh sedláka Rajtera – od kolektivizace ke globalizaci“ získal hlavní cenu a cenu ve své kategorii v soutěži Czech Press Photo 2003.

### Elektrárna Prunéřov

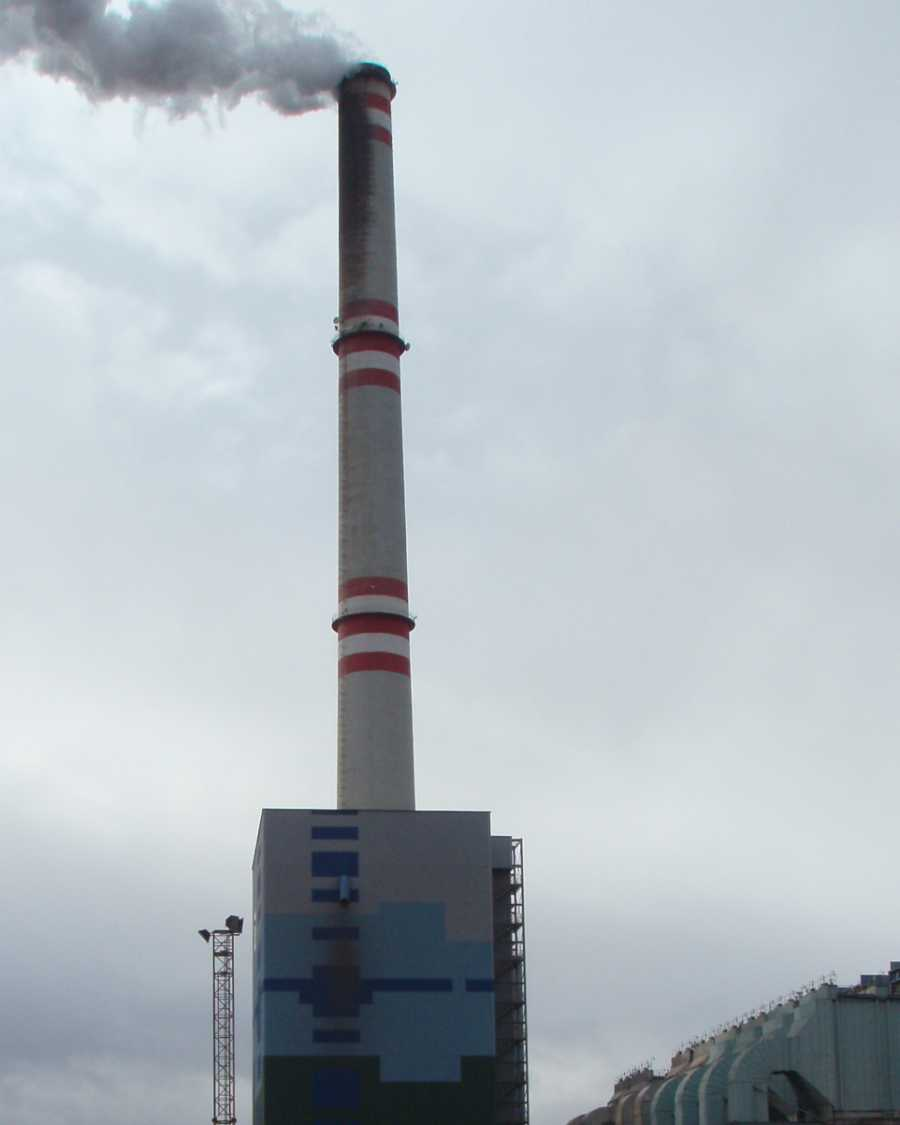
Komín elektrárny Prunéřov II

Největší česká hnědouhelná elektrárna Prunéřov II, která je i největším producentem skleníkových plynů, oxidů dusíku a síry v republice. V roce 2008 předložila společnost ČEZ projekt na přestavbu tří bloků. Rekonstrukce elektrárny Prunéřov II obnáší výměnu tří stávajících kotlů a technologického zařízení na kotli, výměnu turbosoustrojí včetně napájecího zařízení, generátorů a dalších komponentů strojovny.
V březnu 2009 ministerstvo životního prostředí (MŽP) vrátilo ČEZu k dopracování dokumentaci hodnocení vlivů na životní prostředí k projektu modernizace elektrárny Prunéřov II, protože nenavrhovala použití tzv. nejlepší dostupné technologie (Best available technology, BAT), což by způsobilo vyšší emise po další desítky let. Podle MŽP firma ČEZ nevyhověla závěrům ze zjišťovacího řízení a nepředložila návrh na použití technologie s tepelnou účinností elektrárny minimálně 42 %, ale jen 38 %. MŽP rovněž zadalo vypracování studie norské konzultační společnosti Det Norske Veritas (DNV), jejímž cílem bylo provedení nezávislého posouzení technických a ekologických aspektů navrhovaného projektu, zejména souladu navrhovaného záměru s referenčními dokumenty nejlepších dostupných technik (tzv. „BREF“) z července 2006 a vyhodnocení, zda by místní technické důvody mohly odůvodnit odchylky od parametrů nejlepších dostupných technik. Studie DNV pochybnosti o nesouladu navržené varianty s požadavky nejlepších dostupných  technik podle dokumentu BREF potvrdila. MŽP však nadále na splnění požadavku netrvalo a vydalo k záměru souhlasné stanovisko.
Schválení následovala prohlášení tehdejšího ministra životního prostředí Jana Dusíka, podle kterých na něj byl vyvíjen bezprecedentní tlak na vydání souhlasného stanoviska ze strany předsedy vlády Jana Fischera a tripartity, který nakonec vedl dle jeho slov k tomu, že odstoupil z funkce.
Frank Bold (dříve Ekologický právní servis) v procesu EIA a v navazujících správních řízeních požadoval splnění požadavků zákona na instalaci účinnější technologie anebo uzavření stávající elektrárny do roku 2015.
Úřady a následně i soudy se s argumentací nevládní organizace neztotožnily a všechna povolení byla potvrzena. Obnovené bloky by měly být v provozu od března příštího roku, nejpozději do konce roku 2016.

### Dálnice D52
Ředitelství silnic a dálnic a Jihomoravský kraj prosazují jako údajně „jedinou možnou“ trasu mezi Brnem a Vídní vybudování dálnice D52 (dříve rychlostní silnice R52) v úseku Pohořelice – Mikulov. Se záměrem nesouhlasí řada dotčených obcí a jejich obyvatel a občanská sdružení.
Trasu přes Břeclav naopak prosazují některé obce a zejména ochránci životního prostředí, neboť se obávají poškození přírody v oblasti novomlýnských nádrží a chráněné krajinné oblasti Pálava. Přesto byla 23. ledna 2009 ve Vídni podepsána dohoda mezi Českem a Rakouskem o napojení rychlostní silnice R52 s rakouskou (tzv. severní) dálnicí A5 na trase Brno–Vídeň v úseku Mikulov–Drasenhofen (v oblasti bývalého hraničního přechodu).
Stavba měla být zahájena v roce 2010, ale na návrh obcí Bavory a Dolní Dunajovice a několika fyzických osob Nejvyšší správní soud zrušil v listopadu 2009 územní plán Břeclavska, včetně sporné trasy silnice R52. Také Evropská komise kritizovala postup českých úřadů při schvalování územního plánu Břeclavska a do vyjasnění situace odmítla stavbu spolufinancovat.

### Letiště Ruzyně

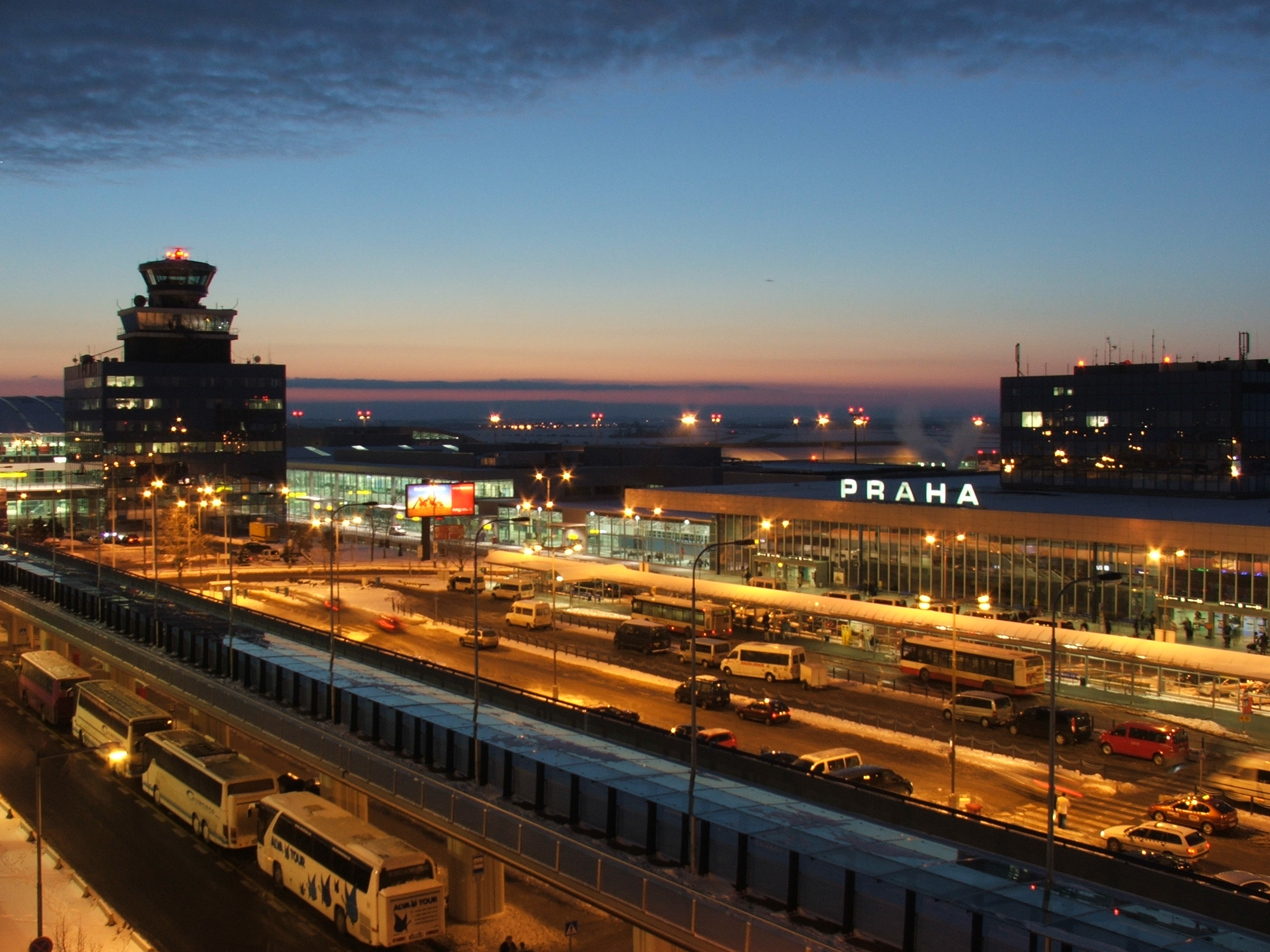
Terminál Sever - ruzyňské letiště za soumraku

Státní podnik Letiště Praha plánoval výstavbu vzletové a přistávací dráhy, která by však letecký provoz přiblížila k hustě obydlenému území. Proti plánu se stavěly pražské městské části Nebušice, Suchdol a Lysolaje, které se obávaly především nárůstu hlukové zátěže. Kritikům výstavby se podařilo úspěšně u Nejvyššího správního soudu napadnout nezákonnost rozhodování orgánů hlavního města Prahy při projednávání územního plánu. Zastupitelstvo hl. m. Prahy se následně pokusilo neúspěšně rozsudek správního soudu napadnout stížností u Ústavního soudu, který v rozhodnutí z 28. listopadu 2006 stížnost odmítl pro nedostatek legitimace zastupitelstva k jejímu podání a definitivně tak potvrdil nezákonnost postupu při přípravě stavby nové přistávací dráhy.
Zastupitelstvo následně přijalo novou změnu územního plánu, který byla opět napadena u Nejvyššího správního soudu a ten podanou kasační stížnost zamítl. Na základě stížnosti Miloše Bělohradského rozhodl Ústavní soud 25. března 2009, že se Nejvyšší správní soud musí tímto případem znovu zabývat, protože rozhodl „příliš formalisticky“ a „takový postup neshledal senát Ústavního soudu jako ústavně souladný“.

### Hluk z provozu ArcelorMittal Ostrava
V roce 2008 Ekologický právní servis zastupoval obyvatele ostravské části Radvanice a Bartovice, který zažaloval huť ArcelorMittal Ostrava (AMO) za obtěžování svého okolí hlukem. AMO argumentoval tím, že všechna zařízení provozoval v souladu s platnou hlukovou výjimkou udělenou Krajskou hygienickou stanicí. V roce 2012 Okresní soud v Ostravě rozhodl, že ocelárna musí ztlumit hluk z provozu na zákonem dané limity. V roce 2015 tento verdikt zrušil Nejvyšší soud, který ve svém rozhodnutí argumentoval obecnou prospěšností stavby.

## Rekonstrukce státu
Rekonstrukce státu je projekt iniciovaný Frank Bold, zapojujících dalších dvacet neziskových organizací, které se snaží v parlamentu prosadit devět primárně protikorupčních zákonů.
- Průhledné financování politických stran a volebních kampaní

Financování politických stran by podle návrhu mělo podléhat kontrole veřejnosti díky povinnému použití transparentních účtů a také kontrole nezávislého kontrolního orgánu s pravomocí reagovat na podněty veřejnosti.
- Elektronická majetková přiznání ke dni nástupu do funkce

Politici a veřejní funkcionáři ve vybraných funkcích by podle návrhu měli ke dni nástupu do funkce podat majetkové přiznání.
- Smlouvy na internetu

Návrh byl přijat ve formě zákona o registru smluv, který podmiňuje platnost smluv uzavřených veřejnými institucemi jejich zveřejněním na internetu. Zákon byl přijat v kompromisní podobě, která mimo jiné z jeho platnosti vylučuje mj. Poslaneckou sněmovnu, Senát, Kancelář prezidenta republiky a společnosti s většinovým podílem státu, krajů nebo obcí, jejichž akcie se obchodují na burze, tedy mimo jiné ČEZ.
- Zrušení anonymních akcií

Hlavním smyslem návrhu je zrušení institutu akcií na doručitele (majitele), které umožňují mj. skrýt konečného příjemce peněz z veřejných zakázek či dotací. Norma byla přijata a je účinná od 30. června 2013. Majitelé anonymních akcií podle něj musí své akcie zaknihovat u centrálního depozitáře, fyzicky je uschovat u banky nebo změnit je na akcie na jméno. V každém případě bude záznam o majiteli dohledatelný. Nedostatkem přijatého zákona je omezení jeho působnosti jen na české firmy. Zákon nijak neupravuje působnost zahraničních firem s neprůhlednou vlastnickou strukturou V České republice a neobsahuje ani zákaz jejich účasti ve veřejných výběrových řízeních.
- Odborné nominace do dozorčích rad

Cílem návrhu je, aby dozorčí rady státních institucí plnily svou odbornou funkci, a nesloužily jako „trafiky“. Dozorčí rady by podle něj měly být složeny z ⅓ ze zástupců politických stran, z ⅓ ze zástupců zaměstnanců a z ⅓ z nezávislých expertů, přičemž expertiza a délka praxe by byla definována s ohledem na činnost dané instituce.
- Odpolitizování státní správy

Rekonstrukce státu navrhuje opatření, která by oddělila a vymezila politické a úřednické posty ve státní správě, zvýšila odpovědnost úředníků za jejich rozhodování a zprůhlednila platový systém. V září 2014 poslanecká sněmovna přijala tzv. služební zákon, který nicméně neplní kritéria stanovená Rekonstrukcí státu.
- Státní zastupitelství bez politických zásahů do vyšetřování

Navrhovaná opatření mají omezit politický vliv na osobu nejvyššího státního zástupce úpravou pravidel pro jeho jmenování, odvolání, délku funkčního období, popřípadě úpravou jeho pravomocí ve vztahu k případnému specializovanému útvaru pro vyšetřování korupce v rámci Nejvyššího státního zastupitelství.
- Průhledný legislativní proces

Cílem návrhu je omezit praxi přílepků v legislativním procesu cestou zveřejnění elektronické knihovny připravovaných právních předpisů, prodloužení lhůty mezi druhým a třetím čtením a zveřejňování zápisů z jednání výborů poslanecké sněmovny včetně jmen předkladatelů každého pozměňovacího návrhu. V říjnu 2014 byla schválena novela jednacího řádu poslanecké sněmovny, která splňuje druhá dvě kritéria.
- Rozšíření kontrolních pravomocí Nejvyššího kontrolního úřadu (NKÚ)

NKÚ by podle návrhu měl nově mít pravomoc kontrolovat nově i hospodaření obcí, krajů a hospodářských subjektů, na nichž mají podíl.